# Cecily Fay
Cecily Fay (* 6. April 1978 in Lincoln, Lincolnshire, England) ist eine britische Schauspielerin, Synchronsprecherin, Stuntfrau, Stunt Coordinatorin sowie Filmkomponistin.

## Leben
Fay wurde am 6. April 1978 im englischen Lincoln geboren. Neben Gesangs-, Tanz- und Ballettunterricht erhielt sie auch in Training in der Kampfkunst Silat Melayu. 2000 komponierte sie die Filmmusik für den Spielfilm Kevin und Perry tun es. Nach ersten Rollenbesetzungen ab Mitte der 2000er Jahre, unter anderen eine Nebenrolle im Film Per Anhalter durch die Galaxis, übernahm sie 2011 in Dragon Crusaders – Im Reich der Kreuzritter und Drachen die weibliche Hauptrolle der Aerona. Aufgrund ihrer Kampfkunst- und Schwertkunstkenntnisse machte sie ihre Stunts selber, fungierte außerdem als Kampfchoreografin und blieb dem Filmgenre mit Warrioress – Kriegerinnen des Lichts im Jahr 2013 treu. 2018 folgte die Rolle der Azura in Babes with Blades.

## Filmografie (Auswahl)

### Schauspiel
- 2004: The Purifiers
- 2005: Per Anhalter durch die Galaxis (The Hitchhiker’s Guide to the Galaxy)
- 2005: Left for Dead
- 2007: Intergalactic Combat
- 2008: Ten Dead Men
- 2009: Starhyke (Fernsehserie, Episode 1x03)
- 2011: Dragon Crusaders – Im Reich der Kreuzritter und Drachen (Dragon Crusaders)
- 2013: Warrioress – Kriegerinnen des Lichts (Warrioress)
- 2018: Babes with Blades
- 2023: Doctor Who (Fernsehserie, 1 Episode)

### Synchronisationen
- 2006–2007: Jim Jam & Sunny (Animationsserie, 9 Episoden)
- 2013: Tarzan 3D (Animationsfilm)

### Stunts
- 2005: Charlie und die Schokoladenfabrik (Charlie and the Chocolate Factory)
- 2011: A Lonely Place to Die – Todesfalle Highlands (A Lonely Place to Die)
- 2011: Hit Girls (Kurzfilm)
- 2012: Prometheus – Dunkle Zeichen (Prometheus)
- 2012: Snow White and the Huntsman
- 2013: Warrioress – Kriegerinnen des Lichts (Warrioress)
- 2016: The Huntsman & The Ice Queen (The Huntsman: Winter’s War)
- 2018: Babes with Blades
- 2018: Outlaw King

## Filmmusik (Auswahl)
- 2000: Kevin und Perry tun es (Kevin & Perry Go Large)
- 2013: Warrioress – Kriegerinnen des Lichts (Warrioress)
- 2014: Spirit2Power
- 2018: Babes with Blades